# Erik Grendel
Erik Grendel (Bratislava, 13 ottobre 1988) è un allenatore di calcio ed ex calciatore slovacco, di ruolo centrocampista.

## Caratteristiche tecniche
Mediano, può giocare anche come interno di centrocampo.

## Palmarès

### Club

#### Competizioni nazionali
- Campionato slovacco: 3

Slovan Bratislava: 2010-2011, 2012-2013, 2013-2014
- Coppa di Slovacchia: 4

Slovan Bratislava: 2009-2010, 2010-2011, 2012-2013
Spartak Trnava: 2018-2019
- Supercoppa di Slovacchia: 4

Slovan Bratislava: 2009, 2011, 2013, 2014